# لاندن‌بیت
لاندن‌بیت (انگلیسی: Londonbeat) نام یک گروه موسیقی بریتانیایی در سبکِ «موسیقی رقص الکترونیک» است که در اوائل دههٔ ۹۰ میلادی، تعدادی تک‌آهنگ محبوب و پرفروش ارائه کردند.
این گروه موسیقی در سال ۱۹۸۸ میلادی شکل گرفت و همچنان در عرضهٔ موسیقی فعال است.